# 双曲线三号运载火箭
双曲线三号运载火箭（英語：Hyperbola-3）是由中华人民共和国民营航天公司星际荣耀研制的二级部分可复用液氧甲烷动力液体燃料运载火箭。双曲线三号预计2025年底在海南商业航天发射场首飞，并可能尝试回收火箭。
除基本型外，另有规划A、B两拓展型（SQX-3A、SQX-3B）。

## 历史
2025年8月5日，双曲线三号的火箭回收船“星际归航”号下水。